# اعظم طالقانی
اعظم طالقانی (زاده ۱۰ مرداد ۱۳۲۲ تهران – درگذشته ۸ آبان ۱۳۹۸ تهران) روزنامه‌نگار، سیاست‌مدار و کنشگر حقوق زنان ایرانی بود که در دوره نخست مجلس شورای اسلامی، به‌عنوان نماینده تهران در مجلس حضور داشت. طالقانی، فمینیست اسلامی و از کنشگران ملی-مذهبی بود. او از سال ۱۳۶۳ تا هنگام درگذشت در سال ۱۳۹۸ دبیر کلی جامعه زنان انقلاب اسلامی را برعهده داشت. وی فرزند سید محمود طالقانی بود.

## زندگی‌نامه
اعظم علائی طالقانی در سال ۱۳۲۲ در تهران زاده شد. پدرش سید محمود طالقانی، روحانی شیعه و از کنشگران ملی-مذهبی مخالف دودمان پهلوی بود. وی در نوجوانی با مرتضی اقتصاد ازدواج کرد و با وجود داشتن ۲ فرزند، در سن ۱۷ سالگی، یک دوره مدیریت را گذراند و به آموزگاری و مدیریت مدرسه پرداخت.

## پیش از انقلاب
اعظم طالقانی در دهه ۱۳۵۰ (خورشیدی) چندین‌بار توسط ساواک دستگیر و دوره‌هایی را به‌عنوان زندانی سیاسی، در زندان اوین و زندان قصر سپری نمود. او در شهریور سال ۱۳۵۴ همزمان با دستگیری پدرش دستگیر و به حبس ابد محکوم شد. اما پس از دو سال آزاد شد و دوباره به فعالیت سیاسی مخالف شاه پرداخت.
در سال ۱۳۵۰ (خورشیدی) همراه با ۲ خواهرش، یک مدرسه دوره راهنمایی به نام "بنیاد علایی" راه‌اندازی کردند. اما پس از آزادی از زندان برای مدت طولانی بی‌کار شد و به فکر راه‌اندازی یک سازمان مردم‌نهاد برای زنان افتاد که به راه‌اندازی جامعه زنان انقلاب اسلامی پس از انقلاب انجامید.
پس از آن وارد دانشگاه شد و در رشته ادبیات فارسی تحصیل کرد.

## پس از انقلاب

### جامعه زنان انقلاب اسلامی
اعظم طالقانی پس از انقلاب ۱۳۵۷ ایران، جامعه زنان انقلاب اسلامی را به خواست پدرش و با آرمان آموزش زنان و حل مشکلات آنها بنیان گذاشت. سپس نماینده مجلس نخست شورای اسلامی شد و پس از آن دوباره به آموزگاری پرداخت. او از سال ۱۳۶۳ دبیر کل جامعه زنان انقلاب اسلامی نیز بود.

### اداره شورایی
اعظم طالقانی پیرو سیاست اداره شورایی تشکیلات و سازمان‌هایی بود که خود او راه‌اندازی کرده بود. سیاست اداره شورایی در ادامه پیشنهاد اداره شورایی کشور، از سوی پدرش، آیت الله طالقانی بود.

### کنشگری حقوق زنان
اعظم طالقانی در دور اول مجلس شورای اسلامی، تلاش زیادی برای جلوگیری از تصویب قوانین ضد زن در مجلس کرد که در برخی موارد موفق شد.
اعظم طالقانی همچنین امتیاز انتشار مجله اصلاح‌طلب «پیام هاجر» را گرفت. این نشریه با دیدگاه منتقدانه و روشمند به نقد ساختار سیاسی حاکم و توسعه ایده‌های محمود طالقانی درباره حقوق زنان در ایران و جامعه و سیاست می‌پرداخت. پیام هاجر دردوران سال ۱۳۷۹ توقیف شد و پس از رفع توقیف در سال ۱۳۹۳ با نام «پیام ابراهیم» منتشر شد.

### نامزدی ریاست‌جمهوری
طالقانی نخستین زنی است که خود را نامزد ریاست جمهوری در ایران کرد. او به رغم بیماری، در سال ۱۳۷۶ نامزد انتخابات ریاست‌جمهوری ایران (۱۳۷۶) شده بود. به گفته خودش:
برای آزمایش قانون اساسی؛ هیچ دلیلی وجود ندارد که یک زن نتواند نامزد انتخابات شود.
او باور داشت تعبیر رجال در اصل ۱۱۵ قانون اساسی معادل جنس مرد نیست و شماری از متخصصان و سیاسیون در ایران نیز با وی هم دیدگاه بودند. (برابر اصل ۱۱۵ قانون اساسی ایران، نامزدهای ریاست جمهوری باید جزو «رجال» دینی و سیاسی باشند) اما شورای نگهبان با تفسیر اصل ۱۱۵ نامزدی او را رد کرد. او در سال ۱۳۸۸ نیز اعلام نامزدی کرد و گفت:
مهمترین چالش پیش رو در قانون انتخابات بحث رجل است، که متأسفانه با تفسیرهای ناصواب، مانع از حضور زنان در عرصه‌های مدیریتی کلان کشور شده‌است. به همین دلیل برای شکستن چنین تابویی، در عرصه انتخابات حضور خواهم یافت.
طالقانی در سال ۱۳۹۶ نیز خود را نامزد انتخابات ریاست‌جمهوری کرد. وی در زمان ورود به ستاد انتخابات کل کشور گفت:
آمده‌ام تا تکلیف رجل سیاسی را مشخص کنم.

### اعتراض
طالقانی از آن دست از سیاستمداران ایرانی بود که آشکارا به خارج‌شدن قطار انقلاب از ریل معتقد بود. او به اداره کشور از سوی افراد نالایق و انحصارطلب اعتراض می‌کرد.

## درگذشت
اعظم طالقانی که به علت آسیب مغزی، در یکی از بیمارستان‌های تهران بستری بود در شامگاه چهارشنبه ۸ آبان ۱۳۹۸ درگذشت.